# Vasúti árufuvarozás

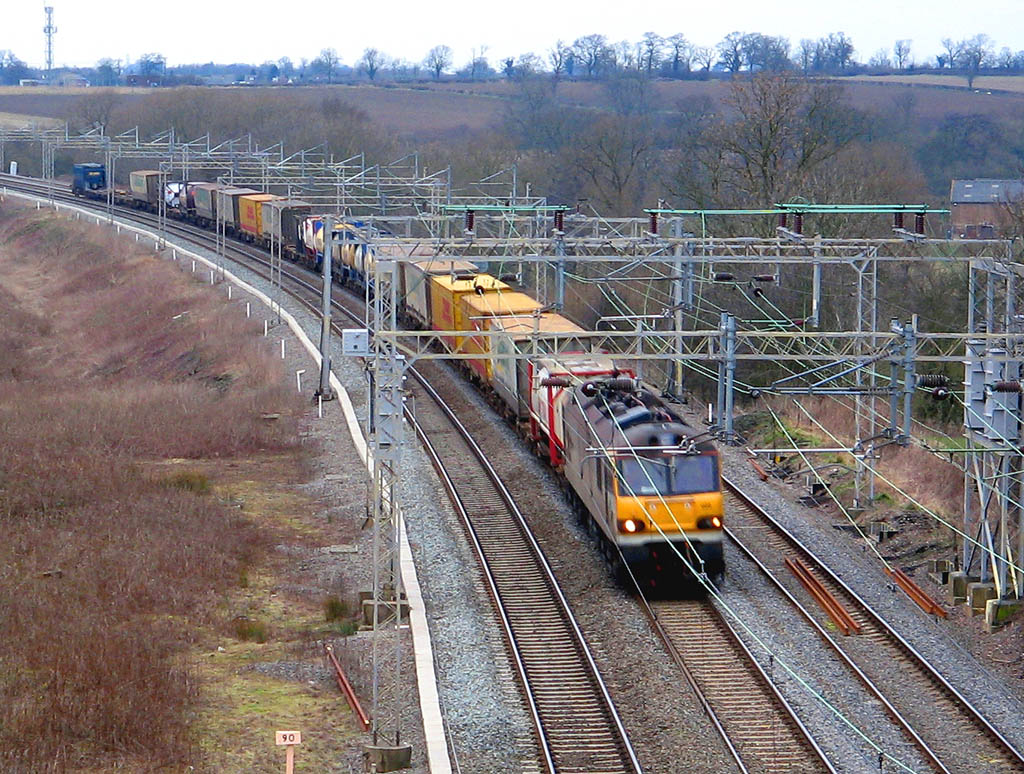
Egy British Rail 92 sorozatú mozdony és konténerszállító tehervonata a West Coast Main Line fővonalon az Egyesült Királyságban.

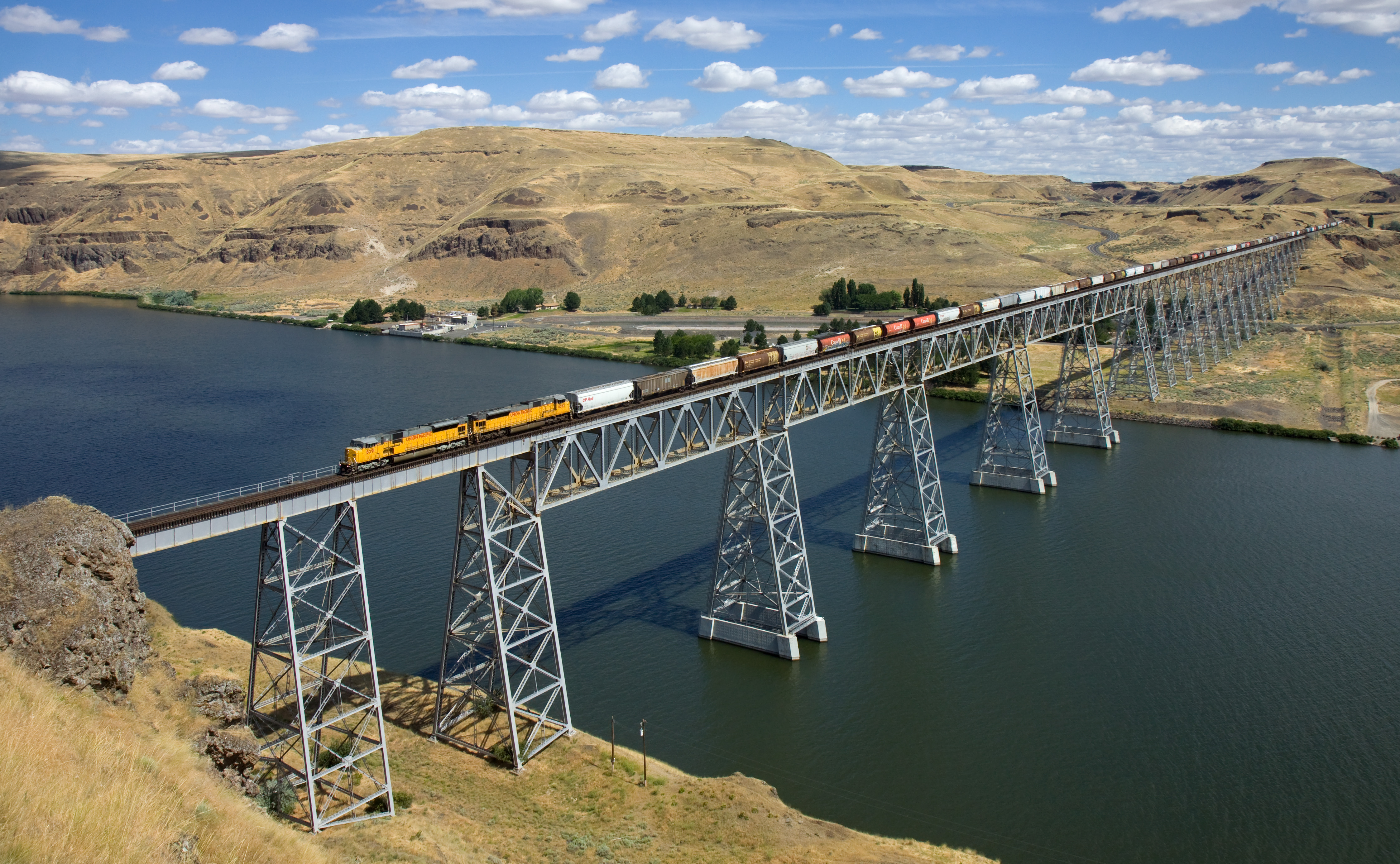
Egy hosszú gabonaszállító tehervonat az Union Pacific Railroadnál egy folyót keresztez Washington államban az Amerikai Egyesült Államokban

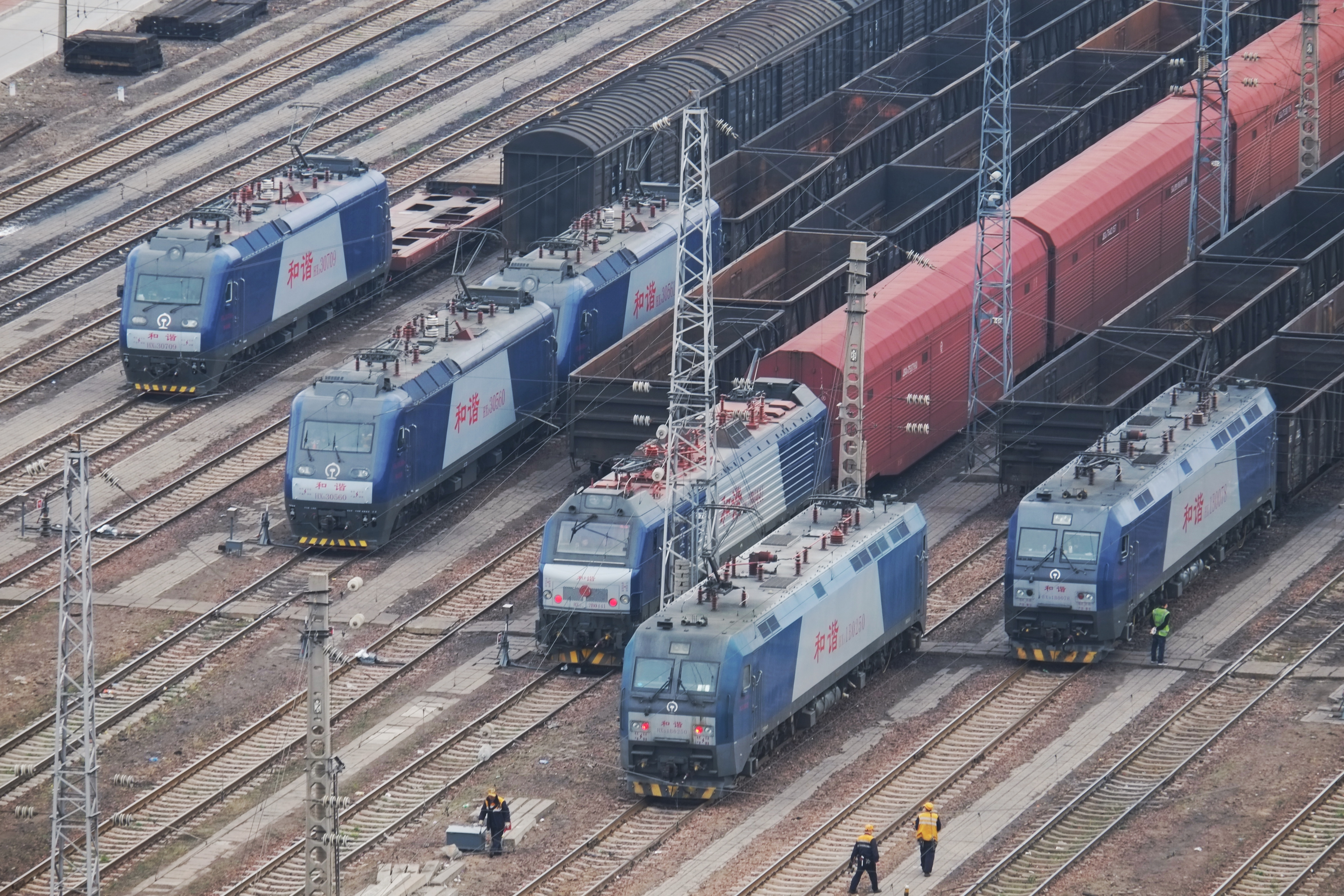
Tehervonatok várakoznak Csengcsouban, Kínában

A vasúti árufuvarozás vagy a vasúti teherszállítás a vasút és a vonatok használata a teherszállításra, szemben a személyszállító vonatokkal, amelyek emberi utasok szállításával foglalkoznak.
A tehervonat vagy áruszállító vonat egy vagy több mozdony által vontatott teherkocsik csoportja, amelyek a logisztikai lánc részeként a feladó és a rendeltetési hely között részben vagy egészben szállítanak árut. A vonatok szállíthatnak ömlesztett anyagokat, intermodális konténereket, általános árut vagy speciális árut erre a célra kialakított speciális kocsikban. A vasúti árufuvarozási gyakorlat és gazdaságosság országonként és régiónként eltérő.
Az egységnyi felhasznált energiára vetített árutonna-kilométerek alapján a vasúti szállítás hatékonyabb lehet, mint más szállítási módok. A legnagyobb gazdaságosság jellemzően az ömlesztett áruk (pl. szén) esetében érhető el, különösen, ha azokat nagy távolságokra szállítják. A vasúti szállítás azonban nem olyan rugalmas, mint a közúti közlekedés, ami azt eredményezte, hogy sok árut teherautóval szállítanak, még nagy távolságokra is. Az áruk vasúton történő szállítása gyakran átrakodási költségekkel jár, különösen akkor, ha a feladó vagy a címzett nem rendelkezik közvetlen vasúti hozzáféréssel (iparvágánnyal). Ezek a költségek meghaladhatják magának a vonatnak az üzemeltetési költségeit, amit az olyan gyakorlatok, mint a konténeres szállítás, a félpótkocsi-szállítás vagy a RoLa forgalom, igyekeznek minimalizálni.

## Áttekintés
Hagyományosan a nagy szállítmányozók gyárakat és raktárakat építenek a vasútvonalak közelében, és a tulajdonukban van egy vágányszakasz, az úgynevezett iparvágány, ahol az árukat felrakják a vasúti kocsikra vagy kirakodják azokról. Más szállítmányozók az áruikat teherkocsikkal vagy teherautókkal szállíttatják egy árufuvarozó állomásra, illetve onnan elszállíttatják. Kisebb mozdonyok szállítják a vasúti kocsikat az iparvágányokról és az árufuvarozó állomásokról az rendezőpályaudvarra, ahol minden egyes kocsit az ott összeállított több távolsági vonat egyikéhez kapcsolnak, a kocsi rendeltetési helyétől függően. Ha elég kocsi összegyűlt vagy a menetrend alapján indulnia kell, akkor minden távolsági vonatot egy másik rendező pályaudvarra továbbítanak. A következő rendező pályaudvaron a kocsikat átcsoportosítják. Azokat, amelyeknek az adott pályaudvar által kiszolgált állomásokon van a rendeltetési helyük, a helyi vonatokhoz rendelik. A többit a végső rendeltetési helyükhöz közelebbi rendező pályaudvarokra tartó vonatokba rakják. Egyetlen kocsit több pályaudvaron is átminősíthetnek vagy átállíthatnak, mielőtt elérné a végső rendeltetési helyét, ami lassítja a vasúti árufuvarozást és növeli a költségeket. Sok áruszállító vasúttársaság próbálja csökkenteni ezeket a költségeket a rendezőpályaudvarokon történő kocsirendezések csökkentésével vagy megszüntetésével, olyan technikákkal, mint az irányvonatok és a konténerizáció. Sok országban a vasutakat arra építették, hogy egy árut, például szenet vagy ércet szállítsanak egy belföldi pontról egy kikötőbe.
A vasúti árufuvarozás számos típusú teherkocsitípust használ. Ezek közé tartoznak a fedett teherkocsik az általános árucikkekhez, a pőrekocsik a nehéz vagy terjedelmes rakományokhoz, a kamionszállító vagonok a közúti járművek szállítására; vannak hűtőkocsik az élelmiszerek szállítására, egyszerű nyitott tetejű kocsik az ömlesztett anyagok, például ásványi anyagok és szén szállítására, valamint tartálykocsik a folyadékok és gázok szállítására. A legtöbb ömlesztett árut (pl.: szenet és aggregátumot) tartálykocsikban vagy nyitott kocsikban szállítják, amelyeket gyorsan meg lehet tölteni és ki lehet üríteni, hogy lehetővé tegyék az anyagok hatékony kezelését.
A vasúti árufuvarozás egyik fő hátránya a rugalmasság hiánya, részben emiatt a vasút az árufuvarozás nagy részét elvesztette a közúti szállítással szemben, másrészt viszont a vasúti szállítás nagyon energiatakarékos, és sokkal környezetbarátabb, mint a közúti szállítás. A közúti szállítással szemben, amely teherautókkal történik, a vasúti szállítás biztosítja, hogy az egyébként több teherautóval szállított árukat egyetlen szállítmányban szállítsák. A vasúti áruszállításnak nagyon alacsonyak a külső költségei is, ezért számos kormány ösztönzi a teherautókról a vonatokra való átállást, mivel ez környezetvédelmi előnyökkel jár. A vasúti közlekedés és a belvízi hajózás hasonlóan környezetbarát szállítási módok, és mindkettő a 2019-es európai zöld megállapodás fontos részét képezi.
Európában (különösen Nagy-Britanniában) számos iparváros a vasút előtt alakult ki. Sok gyárnak nem volt közvetlen vasúti megközelítése. Ez azt jelentette, hogy a rakományt egy teherpályaudvaron keresztül kellett elszállítani, vonattal elküldeni, majd egy másik teherpályaudvaron kirakodni, hogy továbbszállítsák egy másik gyárba. Amikor a teherautók felváltották a lovakat, gyakran gazdaságosabb és gyorsabb volt egy-egy szállítást végig közúton végezni. Az Amerikai Egyesült Államokban, különösen Nyugaton és Közép-Nyugaton, a városok a vasúttal együtt fejlődtek, és a gyáraknak gyakran volt közvetlen vasúti összeköttetésük. Számos kisebb vasútvonal bezárása ellenére a kocsiszállítás egyik cégtől a másikhoz vasúton továbbra is gyakori maradt.
A vasutak az automatikus adatfeldolgozó berendezések korai felhasználói voltak, a huszadik századfordulótól kezdve lyukkártyákat és egységnyilvántartó berendezéseket használtak. Sok vasúti rendszer fordult a vonatok számítógépes ütemezése és optimalizálása felé, ami csökkentette a költségeket és hozzájárult ahhoz, hogy növekedjen a vonatforgalom a síneken.
A teherszállító vasutak kapcsolata más közlekedési módokkal igen eltérő. A légi árufuvarozással szinte egyáltalán nem, az óceáni árufuvarozással szoros együttműködésben, a távolsági teherautó- és uszályszállítással pedig többnyire versenykapcsolatban állnak. Sok vállalkozás vasúton szállítja termékeit, ha azokat nagy távolságra szállítják, mert nagy mennyiségben olcsóbb lehet vasúton szállítani, mint teherautóval; az uszályos szállítás azonban továbbra is életképes versenytárs marad, ahol a vízi szállítás elérhető.
A tehervonatokra néha illegálisan szállnak fel olyan személyek, akiknek nincs pénzük vagy kedvük legálisan utazni, ezt a gyakorlatot "hopping"-nak nevezik. A legtöbb hopper vagy hobó besurran a vasúti pályaudvarokra, és elrejtőzik a teherkocsikban. A merészebb hopperek menet közben kapják el a vonatot, ami esetenként halálos balesethez vezet, amelyek közül néhányat nem jegyeznek fel. A várost vagy területet egy tehervonatra való felugrással elhagyó személyt néha "catching-out"-nak nevezik, mint a városból kifelé tartó vonat elkapása.

## Ömlesztett rakomány
Az ömlesztett áru teszi ki a legtöbb áruszállító vasút által szállított tonnatartalom többségét. Az ömlesztett áru olyan áruféleség, amelyet nagy mennyiségben, csomagolás nélkül szállítanak. Ezeket a rakományokat általában markológéppel, homlokrakodóval, futószalaggal vagy csővezetékkel egy vasúti kocsiba rakodják. A folyékony anyagokat, például a kőolajat és a vegyi anyagokat, valamint a sűrített gázokat tartálykocsikban szállítják a vasúton.

A silókocsik olyan teherkocsik, amelyeket száraz ömlesztett áruk, például szén, érc, gabona, vasúti ballasztkő és hasonlók szállítására használnak. Ez a kocsitípus abban különbözik a nyitott kocsitól, hogy az alján vagy az oldalán nyíló ajtókkal rendelkezik a rakomány kirakodásához. A kocsitípus kifejlesztése együtt járt az ilyen áruk automatizált kezelésének fejlődésével, automatizált be- és kirakodási lehetőségekkel. A silókocsiknak két fő típusa van: nyitott és fedett; a fedett silókocsikat olyan rakományok esetében használják, amelyeket védeni kell az időjárás viszontagságaitól (főleg az esőtől), mint például a gabona, a cukor és a műtrágya. A nyitott kocsikat olyan árukhoz használják, mint például a szén, amelyek kevésbé károsodnak a  nedvességtől vagy a szárazságtól. A silókocsikat a vasutak világszerte minden olyan esetben használják, amikor automatizált rakománykezelésre van szükség. A forgatható kocsikirakók egyszerűen megfordítják a kocsit a kirakodáshoz, és különösen Észak-Amerikában váltak kedvelt kirakodási technológiává; ezek lehetővé teszik egyszerűbb, strapabíróbb és kompaktabb (mivel nincs szükség lejtős kocsivégekre) gondola kocsik használatát a silókocsik helyett.

### Nagy teherbírású ércforgalom
A világ legnehezebb vonatai ömlesztett rakományokat, például vasércet és szenet szállítanak. A rakományok vagononként 130 tonna és vonatonként több tízezer tonna is lehet. A Tatung–Csinhuangtao-vasútvonal naponta több mint 1 millió tonna szenet szállít Kína keleti tengerpartjára, és 2009-ben a világ legforgalmasabb teherszállító vonala volt. Az ilyen méretgazdaságossági előnyök csökkentik az üzemeltetési költségeket. Egyes tehervonatok hossza meghaladhatja a 7 km-t.

## Konténerizáció

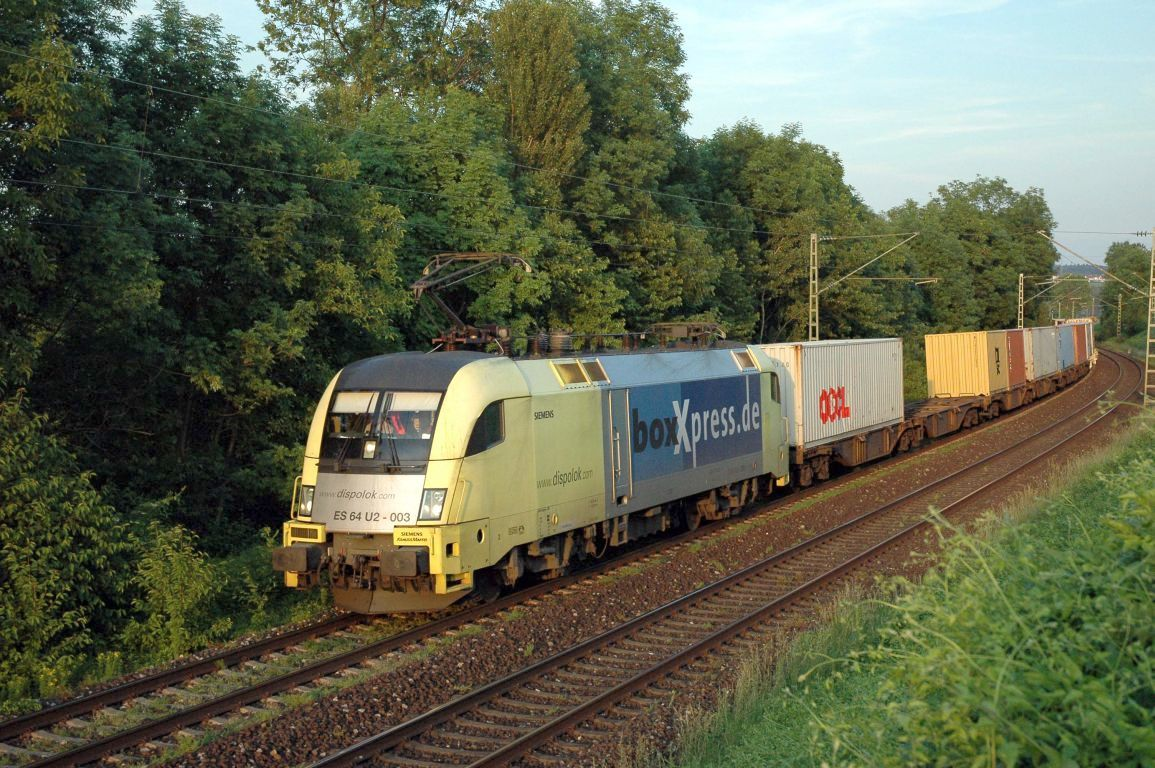
Konténervonat Németországban

A konténerizáció az intermodális áruszállítás olyan rendszere, amely szabványos szállítási konténereket (más néven "ISO-konténereket" vagy "izotainereket") használ, amelyek rakománnyal megrakhatók, lezárhatók és konténerhajókra, vasúti kocsikra és teherautókra helyezhetők. A konténeres szállítás forradalmasította a teherszállítást. 2009-ben a világ nem ömlesztett rakományának mintegy 90%-át szállítóhajókra rakott konténerekkel szállították; az összes konténeres átrakodás 26%-át Kínában végzik. 2005-től összesen mintegy 18 millió konténer évente több mint 200 millió utat tesz meg.
Az azonos alapméretű konténerek használata világszerte csökkentette a különböző országokban a különböző nyomtávú vonatok közötti átrakodás megkönnyítésével a szomszédos országok eltérő nyomtávú vasútvonalak okozta problémákat.
Bár a konténerek jellemzően sok száz vagy akár több ezer kilométert tesznek meg a vasúton, a svájci tapasztalatok azt mutatják, hogy megfelelően összehangolt logisztikával még egy olyan kis országon belül is, mint Svájc, életképes intermodális (teherautó + vasút) áruszállítási rendszer működtethető.

## Kétemeletes konténeres szállítás

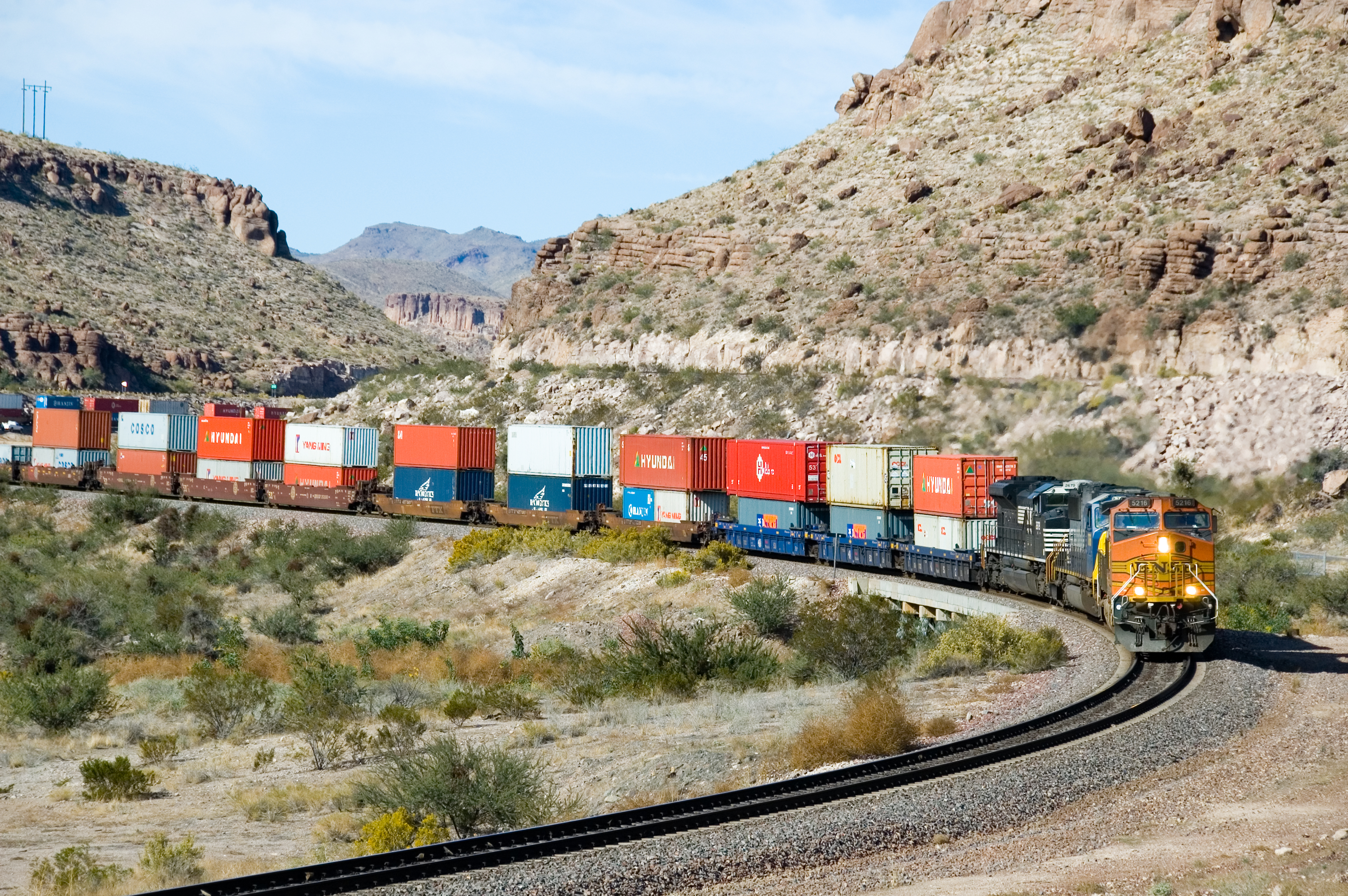
Vonat Arizonában, 20, 40 és 53 lábas konténerekkel, amelyek kettesével vannak egymásra rakva a kocsikban

A legtöbb pőrekocsi a korlátozott függőleges távolság miatt nem tud egynél több szabványos 40 láb (12,2 m) konténert egymás tetején szállítani, még akkor sem, ha általában két konténer súlyát is elbírják. A lehetséges súly felének szállítása nem hatékony. Ha azonban a vasútvonal megfelelő űrszelvénnyel épült, egy kétszintes kocsi képes befogadni két konténert, és még mindig elegendő távolságot hagy a második konténer tetején. Ez általában kizárja a kétszintes kocsik üzemeltetését a felsővezetékes vonalakon. Kínában a kétszintes konténerszállító vonatok felsővezeték alatt is közlekednek, de nem engedélyezik két maximális magasságú konténer egymásra helyezését.
Az Egyesült Államokban a Southern Pacific Railroad (SP) Malcom McLean vezetésével 1977-ben állt elő az első kétszintes intermodális kocsi ötletével. Az SP még ugyanabban az évben megterveztette az első kocsit az ACF Industries-szal. 1984-ben az American President Lines elkezdett együttműködni az SP-vel, és még ugyanebben az évben az első teljes egészében kétszintes vonat a kaliforniai Los Angelesből a New Jersey-i South Kearnybe indult "Stacktrain" vasúti szolgáltatás néven. Ez a megoldás lassan vált ipari szabvánnyá. Időközben a vonat az SP-től átkerült a Conrailhez. Ez pénzt takarított meg a feladóknak, és ma már az Egyesült Államokban az intermodális árufuvarozási szállítmányok közel 70 százalékát teszi ki, részben az amerikai vasutak által alkalmazott nagyvonalú függőleges távolságoknak köszönhetően. Ezek a vonalak dízelüzeműek, felsővezeték nélküliek.
Ausztráliában Adelaide, Parkes, Perth és Darwin között szintén használják a kétszintes rakodást. Ezek kizárólag dízelüzemű vonalak, felsővezeték nélkül. A szaúd-arábiai vasút a Rijád-Dammám folyosón használ kétszintes rakodást. Indiában a kettős egymásra helyezést csak a dedikált teherszállító vonalakon használják.

## Gördülő országút és a piggy back szolgáltatás
Egyes országokban ún. gördülő országutat használnak; a teherautók egyenesen felhajtanak a vonatra, és a végállomás elérésekor ismét lehajtanak. Ilyen rendszert használnak a Csatorna-alagútban az Egyesült Királyság és Franciaország között, valamint az indiai Konkan vasútvonalon. Más országokban az egyes teherautók vontatóegységét nem szállítják a vonaton, csak a pótkocsit.
A Piggy back vonatok elterjedtek az Egyesült Államokban, ahol trailer on flat car vagy TOFC vonatoknak is nevezik őket, de piaci részesedésüket elvesztették a konténerek (COFC) javára, mivel a belföldi szállítmányoknál gyakran használnak hosszabb, 53 láb hosszú konténereket. Léteznek közúti pótkocsis járművek is, amelyek két kerékkészlettel rendelkeznek, és vonat, vagy közúti jármű pótkocsijaként használhatók.

## Különleges rakományok
Többféle rakománytípus nem alkalmas konténeres vagy ömlesztett szállításra; ezeket speciális, a rakományra szabott kocsikban szállítják:
- A gépkocsikat nyitott vagy zárt autószállítókba rakják,
- Az acélszalag-tekercseket módosított, nagyobb teherbírású, tekercses kocsikban szállítják.
- A szállítás során bizonyos hőmérsékletet igénylő árukat hűtőkocsikban lehet szállítani, de egyre inkább a hűtőkonténerek dominálnak.
- A középső gerendás lapos kocsikat fűrészáru és egyéb építőanyag szállítására használják.
- Az extra nehéz és túlméretes rakományokat Schnabel kocsikban szállítják.

## A kocsirakománynál kisebb rakományok
A teherkocsinál kisebb rakomány minden olyan rakomány, amely nem tölt meg egy zárt teherkocsit vagy kevesebb, mint egy konténer.
Történelmileg Észak-Amerikában a vonatokat vagy way freight vagy through freight kategóriába lehetett sorolni. Az way freight általában olyan helyekre szállította a kocsinál kisebb rakományt, amelyeknek a kiindulási/célállomása egy vasúti rendezőpályaudvar volt. Ez a termék néha egy átmenő teherszállítással érkezett/indult az adott pályaudvarról.
A through freight legalább egy mozdonyból és egy fékezőkocsiból állt, amelyhez az útvonal mentén pickupnak és setoutnak nevezett kocsikat adtak hozzá vagy tettek le. A kényelem érdekében kisebb szállítmányokat a fékezőkocsiban is lehetett szállítani, ami néhány vasúttársaságot arra késztetett, hogy a fékezőkocsikat útszállító kocsiként definiálják, bár a kifejezés ugyanúgy vonatkozott az erre a célra használt fedett teherkocsikra is. Az útmegállók lehetnek iparvágányok, állomások/zászlómegállók, települések vagy akár egyéni lakóházak is.
A pontos menetrend betartásának nehézségei miatt az útvonal tehervonatok átadták helyüket a menetrend szerinti személy- és átmenő vonatoknak. A személyszállításhoz hasonlóan általában a tehervonatok és kisebb szállítmányaik gazdaságtalanná váltak. Észak-Amerikában ez utóbbiak megszűntek és az állami szektor vette át a személyszállítást. A világ legtöbb részén a jó utak és a tehergépkocsik váltották fel ezt a fajta teherszállítást.

## Regionális különbségek

A föld országai a vasúti nyomtávolságok alapján

A vasutakra a hálózati hatás érvényesül: minél több ponthoz kapcsolódnak, annál nagyobb a rendszer egészének értéke. A korai vasutakat azért építették, hogy a nyersanyagokat, például szenet, érceket és mezőgazdasági termékeket szállítsanak a szárazföld belsejéből a kikötőkbe exportra. A világ számos részén, különösen a déli féltekén, még mindig ez a tehervasutak fő felhasználási területe. A nagyobb összekapcsolhatóság megnyitja a vasúthálózatot más árufuvarozási célokra, beleértve a nem exportforgalmat is. A vasúti hálózatok összekapcsolhatóságát számos tényező korlátozza, többek között a földrajzi akadályok, például az óceánok és hegyek, a műszaki összeegyeztethetetlenségek, különösen a különböző nyomtávok és vasúti kapcsolók, valamint a politikai konfliktusok. A legnagyobb vasúthálózatok Észak-Amerikában és Eurázsiában találhatók. A távolsági tehervonatok általában hosszabbak, mint a személyszállító vonatok, mivel a nagyobb hosszúság javítja a hatékonyságot. A maximális hossz rendszerenként nagymértékben változik. (A különböző országok vonatainak hosszát lásd: Leghosszabb vonatok).
A legtöbb nagy gazdaságban általában a tehergépkocsik mozgatják a legtöbb árutonnát az összes forgalom közül. Számos ország a vasúti árufuvarozás sebességének és mennyiségének növelésére törekszik, hogy piacokat nyerjen meg, vagy hogy tehermentesítse a túlterhelt utakat és/vagy felgyorsítsa a szállítást az online vásárlás korában. Japánban a vasúti áruszállítás növelésére irányuló tendenciák inkább a munkaerő rendelkezésre állásának, mintsem más szempontoknak köszönhetőek.
A vasúti áruszállítás árutonnatartalma az összes szállított áru százalékában országonként: 
- Oroszország: 12% körül 2016-ban[21] up 11%
- Japán: 5% 2017-ben[22]
- USA: 40% 2009-ben[23]
- Kína: 8% 2016-ban[24]
- EU28: kevesebb mint 20% belföldi forgalomban 2014-ben[25]

### Eurázsia

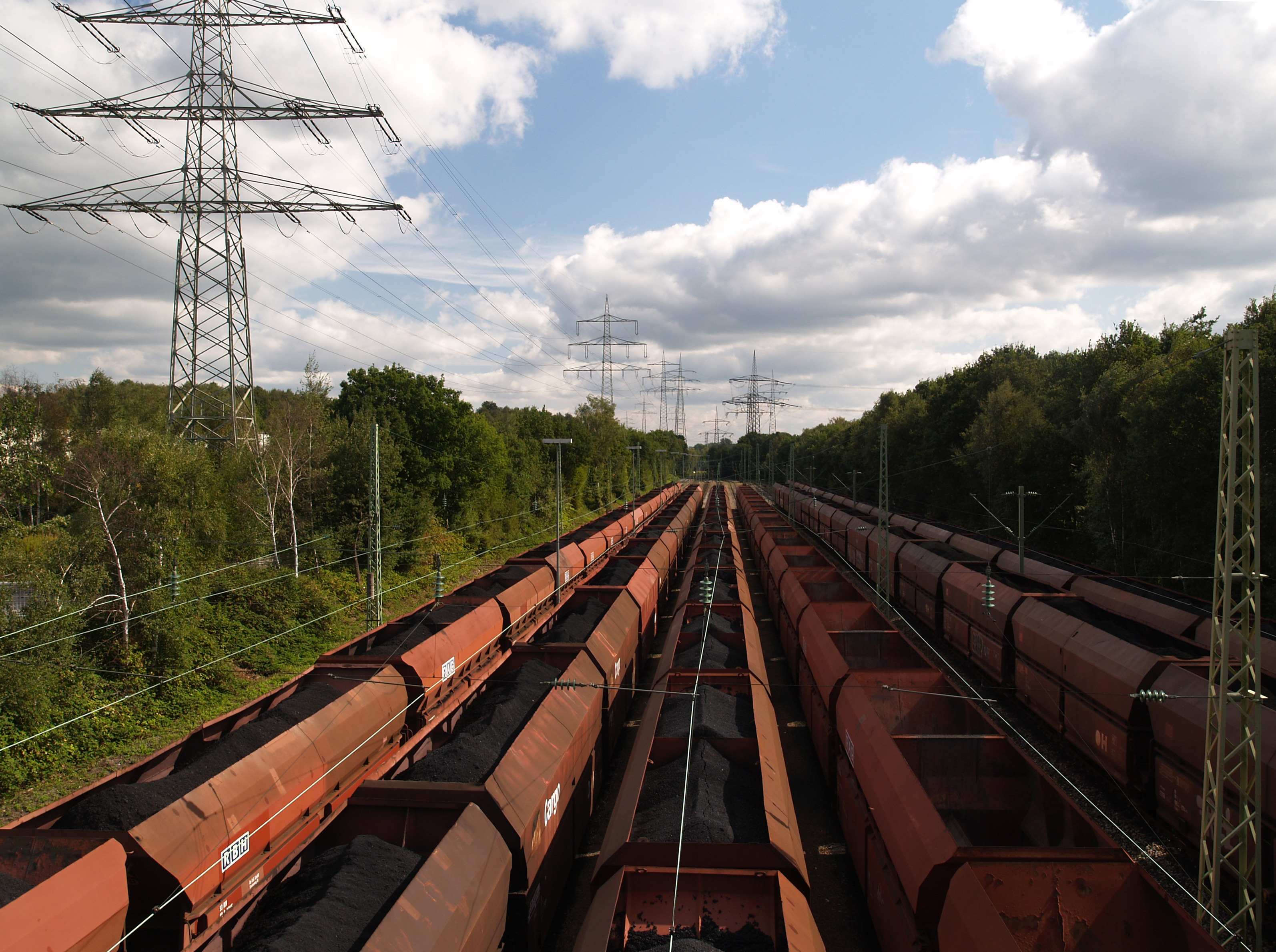
Szénszállító tehervonatok egy németországi villamosenergia-termelő erőmű közelében

Az eurázsiai szárazföldön négy nagyobb összefüggő vasúti hálózat van, valamint más kisebb nemzeti hálózatok.
Az Európai Unió legtöbb országa normál nyomtávolságú hálózattal rendelkezik és az új építésű vonalak többsége is normál nyomtávolsággal épül (Spanyolországban az AVE vagy a Rail Baltica a balti államokban). Az Egyesült Királyság a Csatorna-alagúton keresztül kapcsolódik ehhez a hálózathoz. A Marmaray-projekt a Boszporusz alatt húzódó vasúti alagúton keresztül köti össze Európát Kelet-Törökországgal, Iránnal és a Közel-Kelettel. Az 57 km hosszú Gotthárd-bázisalagút 2016-os megnyitása javította az észak-déli vasúti összeköttetéseket. Spanyolország és Portugália többnyire széles nyomtávú, bár Spanyolország épített néhány normál nyomtávú vonalat, amelyek csatlakoznak az európai nagysebességű személyszállító hálózathoz. Különböző villamosítási és jelzőrendszereket használnak, bár ez a teherforgalom esetében kevésbé jelent problémát; a felsővezetékes villamosítás azonban a legtöbb vonalon megakadályozza a kétszintes konténerszállítási szolgáltatás elindítását. A teherszállító járművek között általában ütközőket- és csavarkapcsokat használnak, bár tervben van egy, az orosz SA3-mal kompatibilis automata kapcsoló kifejlesztése.
A volt Szovjetunió országai, Finnországgal és Mongóliával együtt részei az orosz nyomtávú hálózatnak, SA3 csatolókkal. A főbb vonalak villamosítva vannak. Az orosz transzszibériai vasútvonal összeköti Európát Ázsiával, de nem rendelkezik a kétemeletes konténerszállításához szükséges űrszelvénnyel. Számos összeköttetés áll rendelkezésre az orosz nyomtávú országok és normál nyomtávú szomszédaik között nyugaton (egész Európában) és délen (Türkmenisztánon keresztül Kínába, Észak-Koreába és Iránba). Míg a Szovjetuniónak fontos vasúti összeköttetései voltak Törökországgal (Örményországból) és Iránnal (Azerbajdzsán Nahicseván enklávéjából), ezek az 1990-es évek eleje óta nem üzemelnek, mivel a kaukázusi térségben számos befagyott konfliktus miatt le kellett zárni a vasúti összeköttetéseket Oroszország és Grúzia között Abházián keresztül, Örményország és Azerbajdzsán között, valamint Örményország és Törökország között.
Kína kiterjedt normál nyomtávú hálózattal rendelkezik. Tehervonatai Janney-csatlakozókat használnak. Kína vasútjai keleten Észak-Korea normál nyomtávú hálózatával, északon Oroszország, Mongólia és Kazahsztán orosz nyomtávú hálózatával, délen pedig Vietnám méteres nyomtávú hálózatával állnak kapcsolatban.
India és Pakisztán teljes egészében széles nyomtávú hálózaton működik. Az indiai-pakisztáni háborúk és konfliktusok jelenleg két személyszállító vonalra korlátozzák a vasúti közlekedést a két ország között. Indiából Banglades és Nepál, valamint Pakisztánból Irán felé is van kapcsolat, ahol Zahedannál új, de kevéssé használt csatlakozás áll rendelkezésre a normál nyomtávú hálózathoz.
A négy nagy eurázsiai hálózat több nyomtávú törésponton kapcsolódik a szomszédos országokhoz és egymáshoz. A konténerizáció megkönnyítette a hálózatok közötti nagyobb mozgást, beleértve az eurázsiai szárazföldi hidat is.

### Észak-Amerika

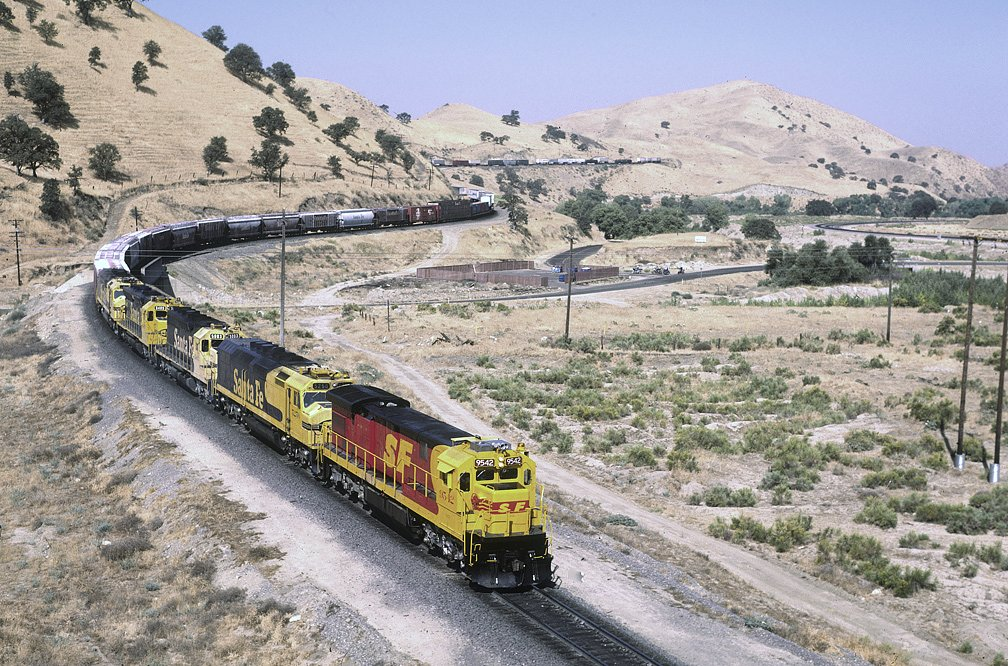
Vegyes tehervonat Kaliforniában

Kanadát, Mexikót és az Amerikai Egyesült Államokat kiterjedt, egységes, normál nyomtávú vasúthálózat köti össze. Az egyetlen figyelemre méltó kivétel az elszigetelt Alaska Railroad, amely vasúti uszályon keresztül kapcsolódik a fő hálózathoz.
A vasúti teherszállítás jól szabványosított Észak-Amerikában, Janney-csatlakozókkal és kompatibilis légfékekkel. A fő eltérések a rakodási nyomtávban és a kocsik maximális tömegében vannak. A legtöbb pálya magáncégek tulajdonában van, amelyek tehervonatokat is üzemeltetnek ezeken a pályákon. Az 1980-as Staggers Rail Act óta a vasúti árufuvarozási ágazat az Egyesült Államokban nagyrészt deregulált. A teherkocsikat szükség szerint rutinszerűen cserélik a fuvarozók között, és azokat a társaság jelentési jeleivel és sorozatszámaival azonosítják. A legtöbb kocsi számítógépes olvasású automatikus berendezésazonosító transzponderrel van felszerelve. Észak-Amerikában a tehervonatokat – elszigetelt kivételektől eltekintve – dízelmozdonyok vontatják, még a villamosított északkeleti folyosón is.
Az árufuvarozásra irányuló folyamatos fejlesztések közé tartozik több vonal korszerűsítése a nehezebb és magasabb rakományok szállítására, különösen a kétszintes szolgáltatáshoz, valamint hatékonyabb intermodális terminálok és átrakodó létesítmények építése az ömlesztett rakományok számára. Chicagóban számos vasútvonal váltja egymást, és számos fejlesztés van folyamatban vagy javasolt az ottani szűk keresztmetszetek megszüntetésére. Az Egyesült Államok 2008-as vasúti biztonságot javító törvénye előírja a pozitív vonatbefolyásoló jelzőrendszerre való esetleges átállást. A 2010-es években a legtöbb észak-amerikai I. osztályú vasút a precíziós vasútforgalom valamilyen formáját alkalmazza.

### Közép-Amerika
A guatemalai vasút jelenleg nem üzemel, ami megakadályozza a Mexikótól délre irányuló vasúti szállítást. Panamában a Panama-csatornával párhuzamos normál nyomtávra átállított vasútvonalon tehervonatokok közlekednek. Közép-Amerikában néhány más vasúti rendszer még működik, de a legtöbbet már bezárták. Közép-Amerikán keresztül soha nem vezetett vasútvonal Dél-Amerikába.

### Dél-Amerika
Brazília nagy vasúthálózattal rendelkezik, többnyire méteres nyomtávú, néhány széles nyomtávú vasúttal. A méteres nyomtávú hálózatán a világ legnehezebb vasércszállító vonatai közlekedtetnek.
Argentína délen indiai nyomtávú hálózattal, keleten normál nyomtávú hálózattal, északon pedig méteres nyomtávú hálózattal rendelkezik. A méteres nyomtávú hálózatok egy ponton össze vannak kötve, de széles nyomtávú kapcsolat soha nem volt. A két széles nyomtávú hálózat közötti méteres nyomtávú összeköttetés, a Transandine vasút megépült, de jelenleg nem üzemel. A legtöbb más országnak kicsi vasúti rendszere van. A keleti normál nyomtávúak Paraguayjal és Uruguayjal állnak kapcsolatban.

### Afrika

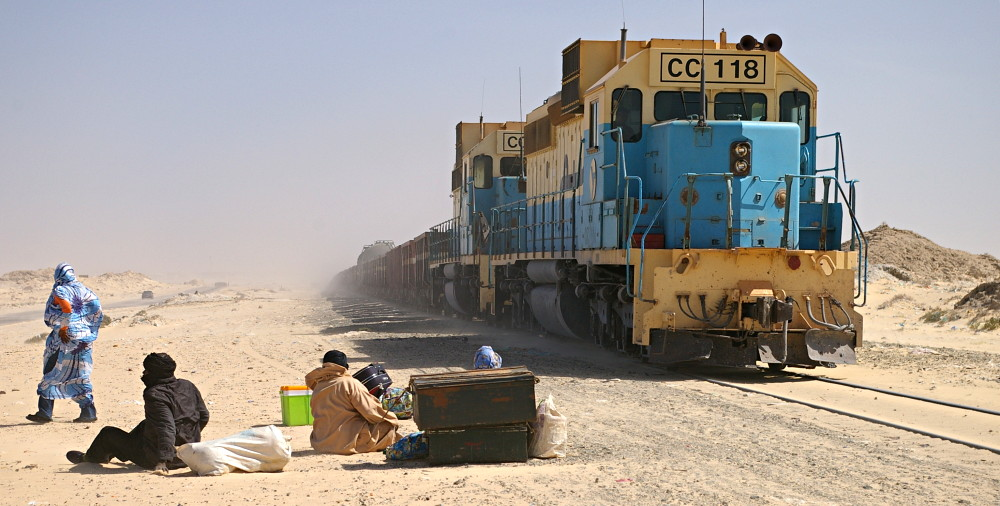
Vasércszállító vonat Mauritániában

Afrika vasútjait többnyire a gyarmati hatalmak indították el, hogy a szárazföldi nyersanyagokat a kikötőkbe szállítsák. Kevés figyelmet fordítottak az esetleges összeköttetésekre. Ennek eredményeképpen különböző nyomtáv- és kapcsolási szabványok vannak használatban. Dél-Afrikát egy 1067 mm-es nyomtávú hálózat szolgálja ki Janney-csatlakozókkal. Kelet-Afrika méteres nyomtávot használ. Észak-Afrika normál nyomtávot használ, de az európai normál nyomtávú hálózathoz való lehetséges csatlakozást az Arab–izraeli konfliktus akadályozza.

### Ausztrália

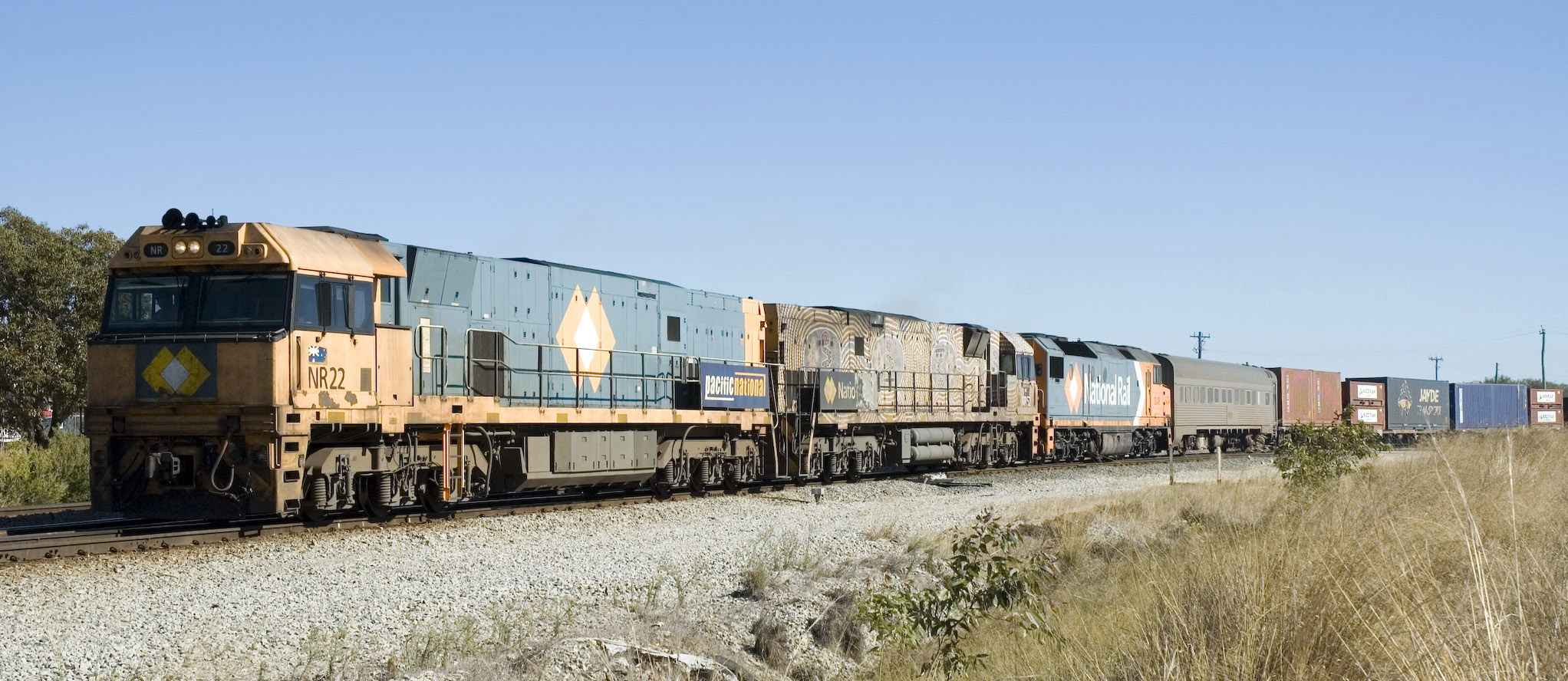
Pacific National intermodális szolgáltatás a nyugat-ausztráliai Perth-ből

A vasút egymástól függetlenül fejlődött ki Ausztrália különböző részein, és ennek eredményeként három fő nyomtávot használnak. A normál nyomtávú Trans-Ausztráliai Vasút átszeli a kontinenst.

## Statisztika
| Hálózat                 | Gt-km | Országok                         |
| ----------------------- | ----- | -------------------------------- |
| Észak-America           | 2863  | USA, Kanada, Mexikó              |
| Kína                    | 4389  | [ 30 ]                           |
| Oroszország             | 2351  | FÁK, Finnország, Mongólia        |
| India                   | 607   |                                  |
| Európai Unió            | 400   | 27 tagállam                      |
| Brazília                | 269   | magában foglalja Bolíviát (1)    |
| Dél Afrikai Köztársaság | 115   | magában foglalja Zimbabwét (1,6) |
| Ausztrália              | 64    |                                  |
| Japán                   | 20    |                                  |
| Dél-Korea               | 10    |                                  |

2011-ben az észak-amerikai vasutak 1 471 736 tehervagont és 31 875 mozdonyt üzemeltettek, 215 985 alkalmazottal, 39,53 millió (átlagosan 63 tonnás) kocsit szállítottak, és 81,7 milliárd dollár árbevételt termeltek. A legnagyobb (1. osztályú) amerikai vasutak 10,17 millió intermodális konténert és 1,72 millió félpótkocsit szállítottak. Az intermodális forgalom az indított tonnatartalom 6,2%-át és a bevétel 12,6%-át tette ki. A legnagyobb áruféleségek a szén, a vegyi anyagok, a mezőgazdasági termékek, a nemfémes ásványi anyagok és az intermodális szállítás voltak. A szén önmagában a tonnatartalom 43,3%-át és a bevétel 24,7%-át tette ki. Az átlagos szállítási távolság 917 mérföld volt. Az Egyesült Államokon belül a vasút az árutonna-kilométerben kifejezett áruszállítás 39,9%-át szállítja, ezt követik a teherautók (33,4%), az olajvezetékek (14,3%), az uszályok (12%) és a légi közlekedés (0,3%).
Az Európai Unióban a vasút árutonna-kilométerben kifejezve az áruszállításának 17,1%-át szállította, szemben a közúti szállítással (76,4%) és a belvízi közlekedéssel (6,5%). Európában a vasúti személyszállítás jelentős a vasúthálózaton, a vonatok többsége személyszállító járat.

## Képgaléria

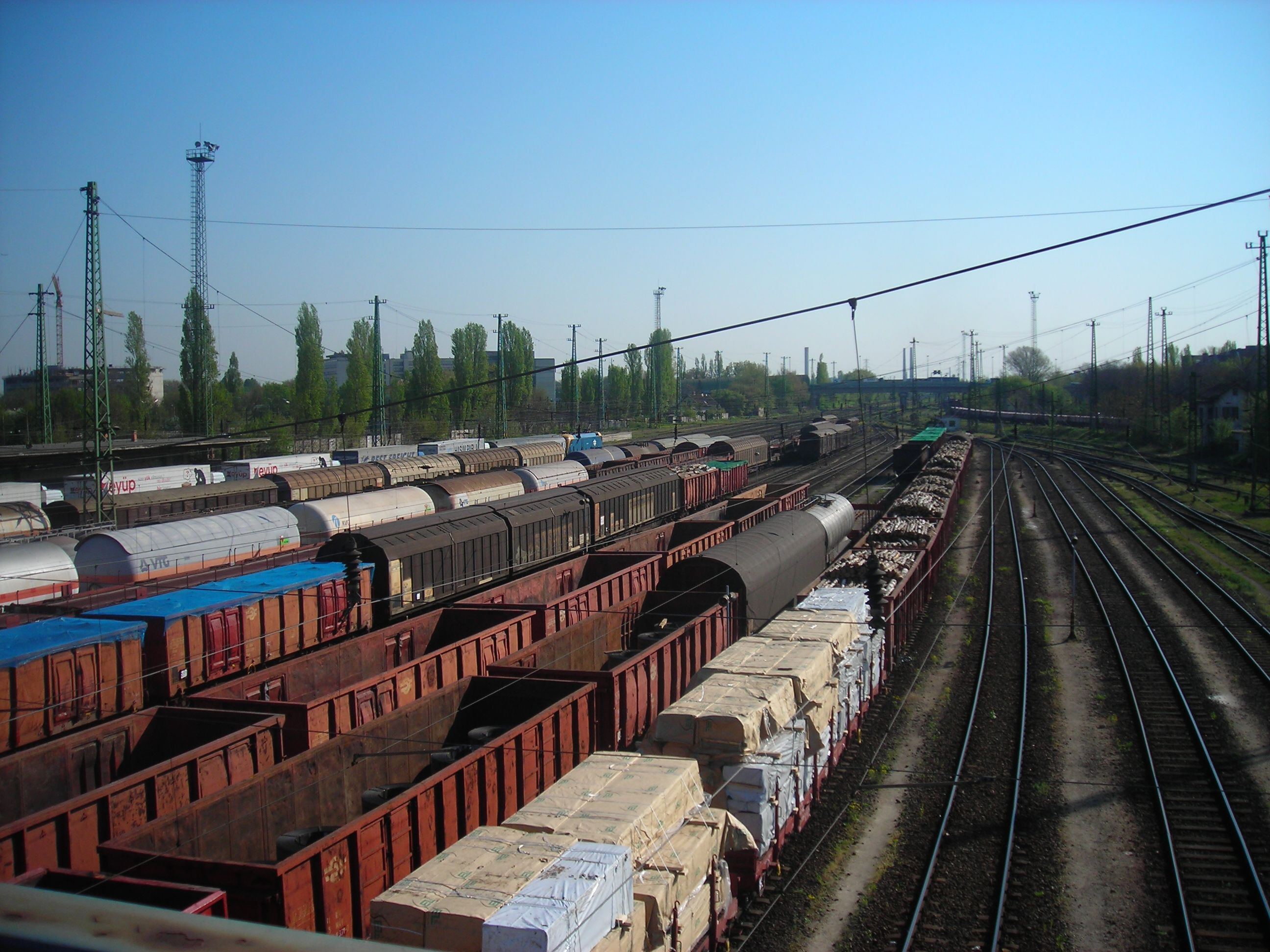
Tehervonatok indulásra várva a Ferencváros vasútállomáson
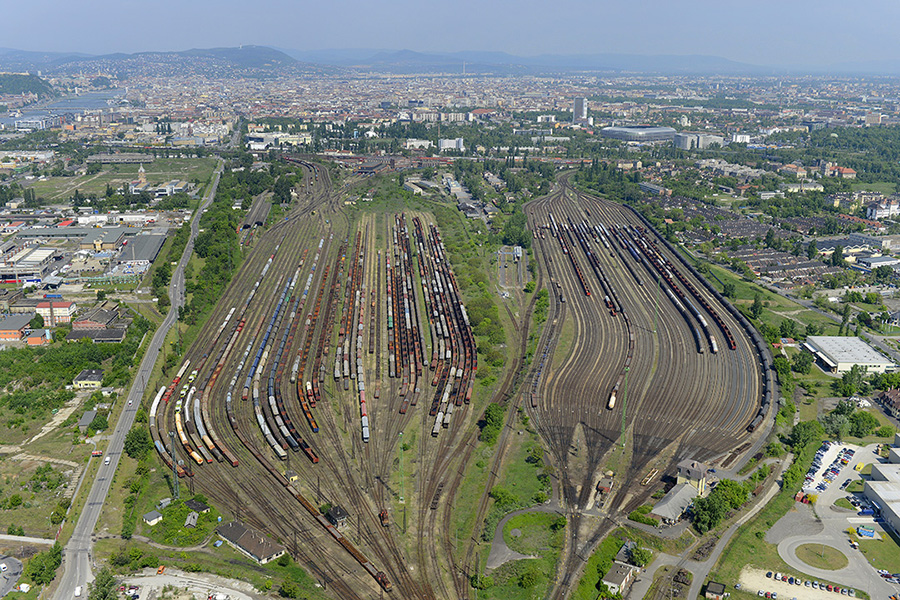
A ferencvárosi rendező pályaudvar légi fotón
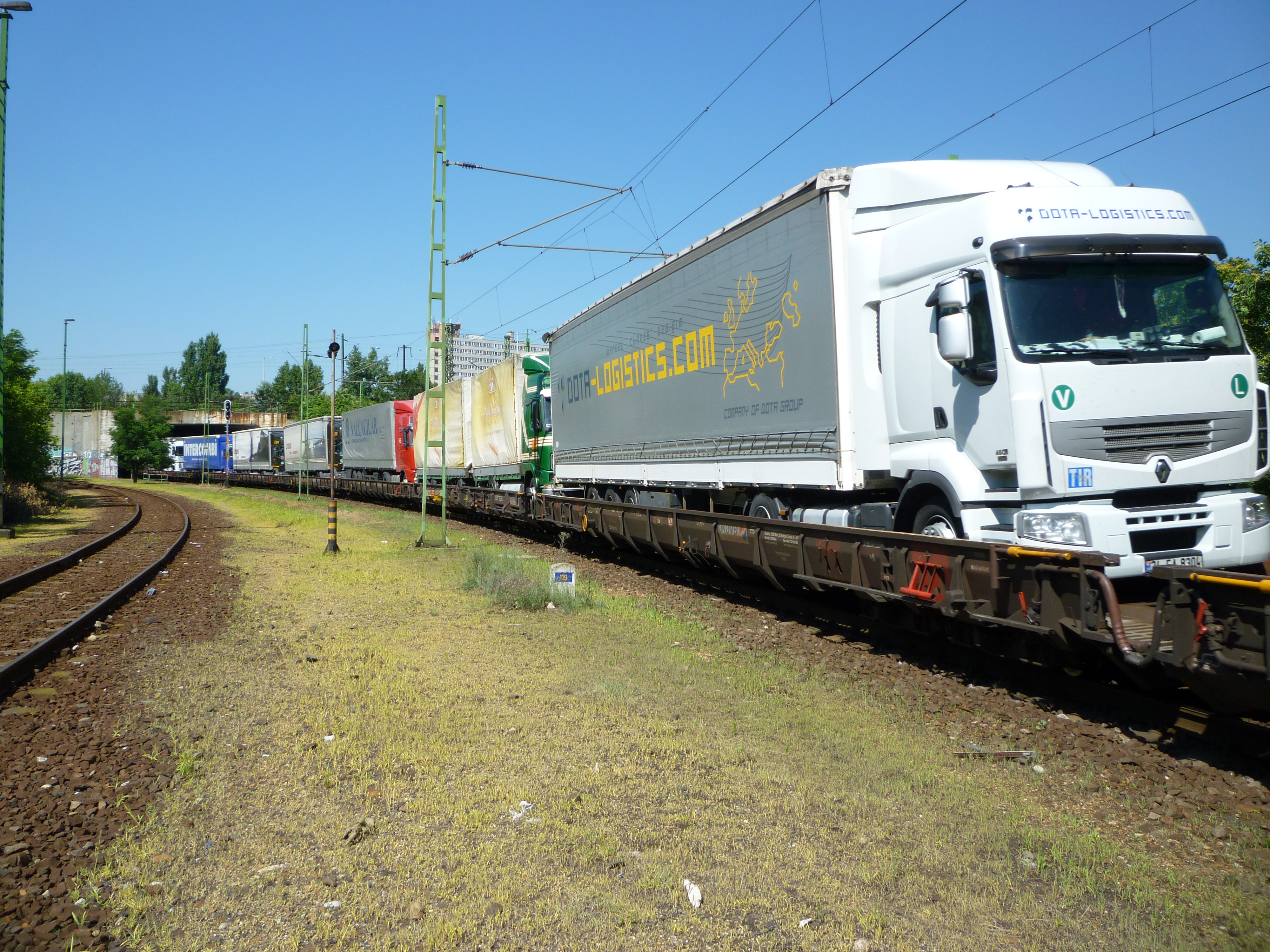
RoLa vonat Kelenföld vasútállomáson
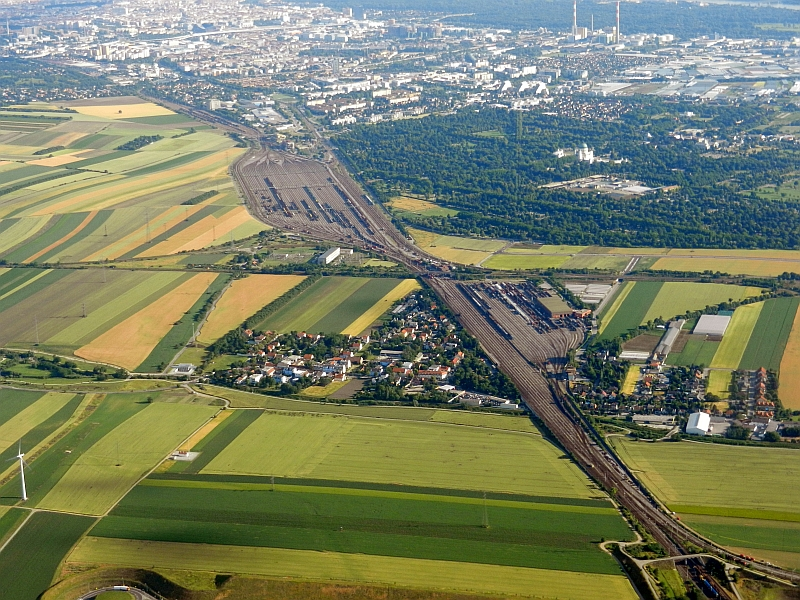
Wien Kledering
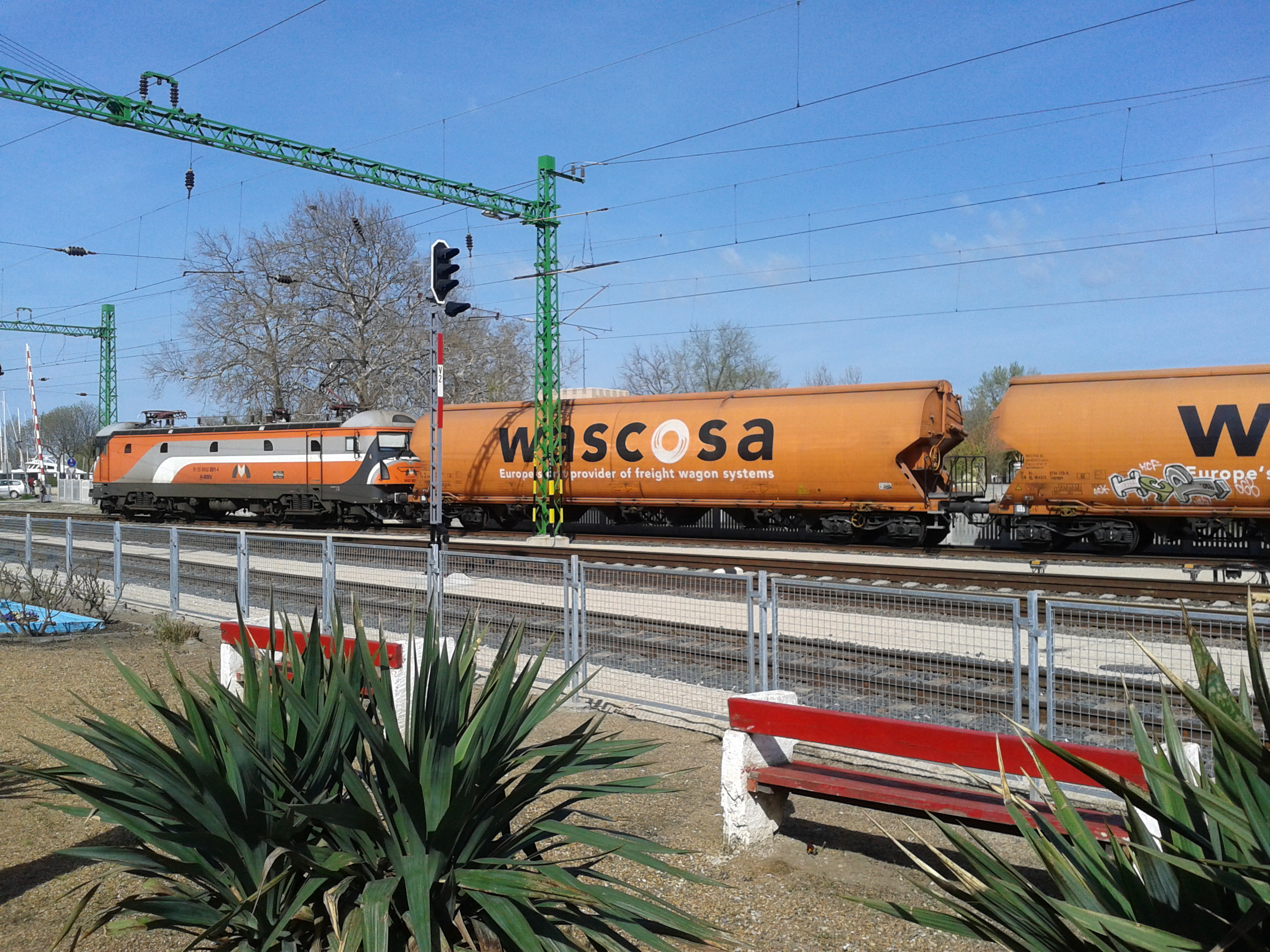
A Magyar Magánvasút Zrt. tehervonattal Fonyódon